# غوتاي

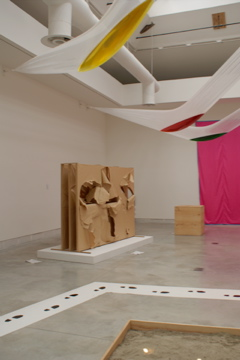

مجموعة غوتاي (具体 美術 協会 غوتاي بيجوتسو كيوكاي) هي أول مجموعة فنية راديكالية بعد الحرب في اليابان. تأسست في عام 1954 من قبل الرسام جيرو يوشيهارا في أوساكا، اليابان، ردا على السياق الفني الرجعي في ذلك الوقت. وشاركت هذه المجموعة المؤثرة في بيئات الوسائط المتعددة الواسعة النطاق، والعروض، والأحداث المسرحية، وتشدد على العلاقة بين الجسم والمادة سعيا وراء الأصالة. رفضت الحركة الأساليب الفنية التقليدية لصالح الأداء الفوري.

## الأصل
أسس شيزو شيماموتو وجيرو يوشيهارا غوتاي معا في عام 1954، وكان شيماموتو الذي اقترح اسم غوتاي. كانجي يستخدم لكتابة «غو» بمعنى أداة، تدابير، أو وسيلة للقيام بشيء، في حين أن 'تاي' تعني الجسم. بينما تعني يوشيهارا «تجسيدا» و «ملموسة». وكانت المجموعة تعرف رسميا باسم غوتاي بيجوتسو كيوكاي (جمعية الفن غوتاي).
وقد أكد غوتاي، الذي كان موجودا خلال عملية إعادة الإعمار اليابانية في فترة ما بعد الحرب، حرية التعبير بمواد وتقنيات مبتكرة. غوتاي تحدى الخيال لابتكار مفاهيم جديدة عن ما هية الفن مع الاهتمام بالعلاقات بين الجسم، والمادة، والوقت، والمساحة. بعد الحرب، تغيرت المواقف المتعلقة بالتبادل الثقافي بين الدول، حيث كانت البيئة الفنية تنطوي على تفاؤل كبير للتعاون العالمي. وبما أن الفنانين يسعون إلى التقدم في الفن المعاصر عبر الحدود الوطنية، فإن البيئة الفنية في ذلك الوقت عززت الظروف المزدهرة لمجموعة غوتاي. فعلى سبيل المثال، شهدت معاهدة سان فرانسيسكو في عام 1951 زيادة في التبادلات الثقافية بين اليابان وحلفائها الغربيين الجدد. بدأ عمل غوتاي الفني في المعارض في كل من المدن الأمريكية والأوروبية.: 21-22
في أوائل الخمسينيات، ظهرت أعمال يوشيهارا في العروض الافتتاحية ل نيهون كوكوساي بيجوتسو-تين (المعرض الدولي للفنون في اليابان) وجنداي نيهون بيجوتسو-تين (معرض الفن المعاصر في اليابان) خلال عودة الفن المعاصر في اليابان. في «أوساكا 1951»، أنشأ يوشيهارا وآخرون جنداي بيجوتسو كوندان كاي (مجموعة مناقشة الفن المعاصر)، والمعروفة باسم «جينبي». هذه المجموعة بمثابة ورشة عمل ومنتدى لخلق أشكال فنية جديدة دمج الثقافة الشرقية والغربية وكذلك الحديثة والتقليدية. وكان التركيز الرئيسي لل يوشيهارا اكتساب الاعتراف في عالم الفن من خلال التقاليد اليابانية وفي عام 1952 شارك يوشيهارا في صالون دي ماي في باريس ومرة أخرى في عام 1958 بعد زيارة جورج ماثيو لليابان في عام 1957 واكتشاف الحركة من قبل الناقد الفني ميشال تابيي.
ومع تركيز اليابان على الحرية بعد الحرب، كان هدف الولايات المتحدة أيضا تعزيز الفن التجريدي من أجل تعزيز الديمقراطية. مثل إصلاحات الحلفاءالاجتماعية لاحتلال اليابان بعد الحرب، أرادت الولايات المتحدة توجيه اليابان، وغيرها من الدول المحورية، بعيدا عن نمط الشيوعية الأكثر شيوعية من الواقعية الاشتراكية. وقد ساعد ذلك على نشر فن الغوتاي منذ أن رعى إنشائه. ومن الأمثلة على ذلك معرض غوغنهايم إنترناشونال أوارد الذي بدأ بعد الحرب، وشمل بلباقة العمل من اليابان، وهي دولة محور سابقة، من أجل دعوة الفن غير الغربي إلى مجال الفن التجريدي المعاصر حيث تعاونت مع الدعاية الديمقراطية.
يوشيهارا جيرو كان رجل أعمال، الرسام الذاتي الذي أسس فن غوتاي في عام 1954 من خلال جمع مجموعة من البروتيجيس الفنيين في أشيا، هيوغو. شاركت المجموعة مساحة معرض في أوساكا. ووجه الفنانين إلى محاولة القيام بما لم يحدث من قبل. ركزت هذه الأعمال المبكرة على علامات مصنوعة من الحركات الجسدية. كانت رؤية يوشيهارا ل غوتاي رؤية عالمية، والتي كانت معقولة بالنظر إلى الجوالسياسي في ذلك الوقت. وربما كان التوزيع العالمي لمئات النشرات التي تحمل عنوان غوتاي أول جهد دولي استباقي قام به يوشيهارا. وشملت النشرات أعمال الطليعية ويوشيهارا إرسال النشرات غوتاي لاحق لفنان مثل جاكسون بولوك، الذي يوشيهارا إعجاب كبير، مع نفس التطلع من الاعتراف العالمي. وكان آخر من مشاركات غوتاي الأولية مع التمديد العالمي في عام 1963 عندما اختار أمين متحف سليمان غاغينهايم لورانس ألواي فن غوتاي أن تكون ممثلة في المعرض من أجل تجسيد عالمية الفن في حين أن نعجب أيضا خصوصية ثقافتها. هذا المفهوم هو الشيء الذي غوتاي فعلا تريد أن تعبرعنه. 45-46 فن غوتاي يطعن في خصوصية الأداء والرسم ويمكن أن تكون مبسطة كالتركيب المعقد.
وقد وضعت مجموعة غوتاي منظورا جديدا بشأن الفردية والمجتمع، وهي أفكار ذات صلة بأجواء ما بعد الحرب. وضعت المجموعة «روح جماعية للفردية»: 383-415 من خلال التأكيد على أهمية الفرد في سياق المجموعة. وبالنسبة لمجموعة غوتاي، كان المجتمع المحلي أساسيا في تعزيز الإبداع لدى الفرد. وفيما يتعلق بأجواء ما بعد الحرب، كان من الشائع في اليابان الاعتقاد بأن المجتمع المحلي هو الذي يتحمل المسؤولية عن تمكين هذا العدوان من الحرب من أن يحدث، وبالتالي فإنه يلزم إلغاؤه. هذا هو ما ألهم يوشيهارا لإعادة التفكير في المجتمع. أخذت المجموعة نظام أفقي للمجتمع بدلا من نظام هرمي. يعتقد غوتاي أن المجتمع كان أساسيا لتطوير الفرد. اعتبر غوتاي النزعة الفردية على أنها تحدي نفسه ضد القوى الخارجية، مثل القوى النفسية للفاشية، التي يصبح الفرد فيها وسيلة لتأكيد الحرية. التأكيد على الحرية هو كيف يمكن للمرء أن يمنع الشمولية من العودة. وقد كتبت هذه الآراء في مقالات وشاركت في نشرة غوتاي. من الناحية الفنية، حافظت مجموعة غوتاي على هويتها الجماعية من خلال وجود معارض جماعية ومجلات جماعية. أهمية الفرد يأتي في اللعب في تنوع الفنانين أنفسهم.: 384-393 كان لديهم أيضا العديد من الانعكاسات الوجودية مثل جان فوترير وجاكسون بولوك. وكانت مبادئ التحرر من النمو الصناعي السريع الذي كان يحدث في اليابان. كانت مخاوفهم قريبة من ألان كابرو، وسيتواتيونيست إنترناشونال، ومجموعة نول الهولندية، والبرازيليين الجدد  عملت المجموعة معا لمدة 18 عاما وحلت بعد الموت المفاجئ ل يوشيهارا في مارس 1972.

## بيان غوتاي
في ديسمبر 1956، كتب يوشيهارا البيان الفني لمجموعة غوتاي. ويؤكد البيان على أن فن غوتاي لا يغير المسألة بل يتحدث عن التفاعل الدقيق بين الروح والمادة التي تمّكن الفن في نهاية المطاف لسرد قصة وامتلاك حياة ونضارة.
من بين شواغله، البيان يعبر عن سحر مع الجمال الذي ينشأ عندما تصبح الأمور تضررت أو تفسد. ويحتفل بعملية الضرر أو التدمير كوسيلة للكشف عن «الحياة» الداخلية لمواد أو كائن معين:
«الآن، من المثير للاهتمام أن نجد الجمال المعاصر في الفن والهندسة المعمارية من الماضي التي مزقها مرور الوقت أو الكوارث الطبيعية على الرغم من أن جمالها يعتبر منحلاً، قد يكون الجمال الفطري للمادة هو إعادة الظهور من وراء قناع الزينة الاصطناعية. فنرحب بشكل غير متوقع لها مع الدفء والود، ويتحدثون إلينا من خلال الشقوق الجميلة والركام التي قد تكون انتقاما من المادة التي استعادت حياتها الفطرية.وفي هذا المعنى، نحن نقدر للغاية أعمال جاكسون بولوك وجورجس ماثيو، ويكشف عملهما صراخ المادة نفسها، صرخات الطلاء والمينا، ويواجه هذان الفنانان المسألة بطريقة تتطابق تماما مع الاكتشافات الفردية، أو بالأحرى، يبدو أنها تخدم المسألة. وتحدث آثار مذهلة من التمايز والتكامل».
البيان يشير إلى العديد من الأعمال الفنية لتمثيل ما هو غوتاي وما ليس غوتاي. الإشارات إلى الفن غير غوتاي تقدم أفكارا عن كيفية فن غوتاي يمكن أن توسع وتنهض بالفن إلى آفاق جديدة في حين أن الإشارات إلى فن غوتاي تقدم تصورا موجزا لكيفية ان ضبط الحركة تقدم الفن إلى هذه الآفاق الجديدة. وكما حدد في البيان، فن غوتاي هو عن التجريب. ويرحب بجميع المساعي سواء كانت إجراءات أو أشياء أو أصوات؛ فن غوتاي ليس له قواعد. 18-19